# Белозерская культура
Белозерская культура — археологическая культура эпохи финальной бронзы (XII—X века до н. э.), распространённая в степной полосе Украины и Молдавии, отдельные памятники представлены на Нижнем Дону, Надкубанье и Крыму. В 1980-х годах выделена как самостоятельная археологическая культура исследователями В. В. Отрощенко, И. Т. Черняковым и В. П. Ванчуговым. Памятники представлены поселениями, некрополями, мастерскими, кладами и единичными находками. Жилища — землянки, полуземлянки и наземные с каменной основой. Некрополи представлены курганными и грунтовыми могильниками. Иногда составляют единый комплекс. Обряд предусматривал захоронение умершего в прямоугольной яме, перекрытой деревянным настилом, в скорченном положении на боку, реже на спине, кисти рук перед лицом, ориентировка — головой на юг. Погребальный инвентарь представлен одним-двумя округлобокими сосудами, реже — изделиями из металла. Племена белозерской культуры приняли активное участие в формировании киммерийской культуры.

## История исследования
Первые памятники белозерской культуры были исследованы ещё в конце XIX века, но целенаправленное изучение древностей началось только с 1920-х годов, когда сотрудниками Херсонского исторического музея В. И. Гошкевичем и И. В. Фабрициус были исследованы материалы поздней бронзы на Алешковских песках, что на нижнем Днепре, и раскопан Лукьяновский курган у города Каховка. Позднее А. В. Бодянским во время охранных раскопок в зоне строительства ДнепроГЭСа был обнаружен и исследован ряд могильников белозерской культуры под каменными закладами. В 1947 году О. А. Кривцовой-Граковой был открыт эпонимный памятник у Белозерского лимана в г. Каменка-Днепровская Запорожской области. Исследовательница, опираясь на материалы раскопок, выделила белозерский этап в развитии срубной культуры в Северном Причерноморье, который, по её мнению, предшествовал сабатиновскому. Позднее в 1953—1955 годах В. А. Ильинской и Д. Я. Телегиным были произведены раскопки на двуслойном поселении Ушкалка на Днепре. Было установлено, что белозерский слой перекрывает сабатиновский. Таким образом, схема последовательности развития срубной культуры О. А. Кривцовой-Граковой не выдержала испытания временем и была значительно переработана. В 1960-х годах в ходе охранных раскопок в зоне строительства Краснознаменской оросительной системы и Северо-Крымского канала было открыто большое количество белозерских памятников, что позволило А. И. Тереножкину разработать их датировку. С накоплением археологических материалов стало ясно, что белозерская культура ничего общего с срубной культурно-исторической общностью не имеет. В 1980-х годах исследователями В. В. Отрощенко, И. Т. Черняковым, и В. П. Ванчуровым была выделена самостоятельная белозерская культура эпохи финальной бронзы.

## Происхождение белозерской культуры
До выделения в середине 1980-х годов самостоятельной белозерской археологической культуры, исследователи О. А. Кривцова-Гракова, А. М. Лесков и А. И. Тереножкин рассматривали её памятники как поздний этап развития племен срубной культурно-исторической общности. В свою очередь, И. Н. Шарафутдинова и И. Т. Черняков отстаивали их принадлежность поздним памятникам сабатиновской культуры. На данном этапе исследования проблемы происхождения белозерской культуры большинство исследователей считает, что она сформировалась на основе предшествующих культур эпохи поздней бронзы: барежновско-маёвской срубной культуры, сабатиновской и культуры Ноуа. Само сложение культуры происходит около XII в. до н. э., когда исчезают культуры, с которыми связан расцвет бронзового века на континенте, и наступает финальный период эпохи бронзы, который некоторые исследователи рассматривают как переходный к эпохе железа. Именно к этому времени относится движение «народов моря». По мнению ряда исследователей, в их состав могли включиться и племена сабатиновской культуры. Подтверждением данной гипотезы может служить появление в находившейся на пути «народов моря» Трое VII B степной валиковой керамики. Что интересно, приблизительно в это время прекращается жизнь практически на всех сабатиновских поселениях Северо-Западного Причерноморья. С востока на свободные территории проникают срубные племена, которые смешиваются с малой частью оставшегося сабатиновского населения, что приводит к сложению белозерской культуры в междуречье Молочной и Прута. Определённую роль в формировании белозерской культуры приняли и племена культуры Ноуа. Существует и другая точка зрения, согласно которой белозерская культура является результатом проникновения в регион племён фракийского гальштата, но данная гипотеза не подтвердилась.

## Белозерская культура
Белозерская культура была распространена в степной полосе Украины и Молдавии, немногочисленными памятниками представлена на Дону, Крыму и Надкубанье. Эпонимным памятником является белозерское поселение эпохи финальной бронзы, исследованное в 1947 году О. А. Кривцовой-Граковой у Белозерского лимана в г. Каменка-Днепровская Запорожской области. Датируется по субмикенским фибулам XII—X вв. до н. э. Сформировалась на основе культур эпохи поздней бронзы: сабатиновской, бережновско-маёвскской срубной и Ноуа. Комплексы белозерской культуры были выделены в середине 1980-х годов исследователями В. В. Отрощенко, И. Т. Черняковым и В. П. Ванчуровым. Памятники представлены поселениями, некрополями, мастерскими, кладами и единичными находками. Поселения располагаются преимущественно на невысоких надпойменных террасах по берегам рек и лиманов. Наиболее изученные поселения — Белозерское, Каховское, Змиёвское, Бабино IV, Кировское. В большинстве случаев жилые и хозяйственные постройки на поселении образуют 1 или 2 линии вдоль края террасы или возвышения. Центральная часть поселения имела менее плотную застройку. Количество жилищ на поселении могло достигать от 10 до 25 единиц. Жилища преимущественно прямоугольной формы, представлены наземными постройками с каменной основой, полуземлянками и землянками каркасно-столбовой конструкции с двускатной или односкатной крышей. Постройки с каменными конструкциями наиболее характерны для западного ареала культуры. Большинство жилищ представлены однокамерными постройками с примыкающим к ним коридором. В жилищах присутствовали 1 или 2 очага открытого типа, которые располагались в центре или в углу помещения. Внутри построек фиксируются и хозяйственные ямы. Погребальные памятники представлены курганными и грунтовыми могильниками, которые порой составляют единый комплекс. Курганные некрополи размещаются преимущественно на террасах или возвышенностях по берегам рек, реже — на водоразделах. Большинство курганов имеют невысокую насыпь, но известны и монументальные сооружения. Грунтовые могильники состоят из более чем 100 погребений. Могилы располагаются рядами. Усопших хоронили в скорченном положении, на боку, иногда на спине головой на юг, преимущественно в прямоугольных ямах, перекрытых деревом. Порой в погребальном обряде использовали огонь, охру или мел. Иногда фиксируются остатки тризны в виде костей животных и битой посуды. Погребения племенной знати отличаются размерами погребальных ям и более сложным погребальным сооружением: обшивка ямы досками, столбовые конструкции и т. п. В качестве погребального инвентаря в большинстве случаев выступают 1-2 сосуда, реже — изделия из металла. Для погребений знати характерен более выразительный погребальный инвентарь. Наиболее изученные могильники — Васильевский, Первомайский, Степной и Широкий. Керамический комплекс культуры представлен кухонной, столовой и тарной посудой.

## Тип хозяйства
Основу хозяйства племён белозерской культуры составляло скотоводство, земледелие и металлообработка, промыслы носили вспомогательный характер и не были широко распространены. Относительно скотоводства имеются скудные сведения, которые позволяют говорить лишь о том, что в XII—X вв. до н. э. в среде племён белозерской культуры наблюдается экономический кризис, который связан с постепенный усыханием пастбищ и сокращением поголовья скота по сравнению с предшествующей эпохой. Стадо состояло из мелкого и крупного рогатого скота, свиней, лошадей. Кризис экономики способствовал переходу от оседлого быта к кочевому способу ведения хозяйства. Постепенно увеличивается поголовья лошадей в стаде.
О земледелии белозерских племён имеются незначительные сведения, которые не позволяют дать полную оценку его уровня. На керамике имеются отпечатки проса, что свидетельствует о его возделывании. Широко представлены орудия для уборки зерновых и по переработке зерна: серпы и кремнёвые вкладыши для них, зернотёрки, растиральники, песты. Значительная примитивизация земледельческих орудий указывает и на упадок в земледелии.
Металлообработка является наиболее изученной отраслью хозяйства белозерских племён и характеризуется высоким уровнем развития, хотя и тут по сравнению с предшествующей эпохой наблюдается значительный упадок, вызванный недостатком сырья. Именно недостаток меди и стимулировал переход к обработке железа. Известны многочисленные мастерские мастеров-литейщиков и отдельные клады бронзовых изделий. Орудия труда из металла представлены кельтами, долотами, кинжалами, наконечниками стрел и копий, шилами, ножами, казанами, серпами. Украшения — шпильками, фибулами, браслетами, подвесками и пуговицами. Специфической чертой является сравнительно узкий ассортимент продукции и его малые размеры. Белозерские мастера первыми среди племен степной Украины наладили серийный выпуск железных и биметаллических орудий труда стандартизованных форм.

## Этническая принадлежность
Поскольку керамика и погребальный обряд белозерской культуры генетически близки к черногоровской культуре, которую связывают с кочевыми киммерийцами, то большинство исследователей связывает белозерскую культуру с ранним оседлым периодом истории киммерийцев в Северном Причерноморье. Поскольку киммерийцев, ровно как и скифов и сарматов, относят к североиранским племенам, возникает возможность связать с этим этносом и белозерские племена. К североиранскому этническому массиву принадлежали и племена срубной культурно-исторической общности, которые приняли непосредственное участие в формировании белозерской культуры эпохи финальной бронзы.

### Комментарии
1. ↑  В 1970-х годах исследователи Н. Я. Мерперт и Е. Н. Черных обратили своё внимание на локальные различия внутри срубной культуры и выделили срубную культурно-историческую общность, что подчёркивает её культурную неоднородность. Позднее в составе срубной общности были выделены покровская и бережновско-маёвская срубные культуры.
2. ↑  В 1950-х годах Н. М. Погребовой была выделена самостоятельная сабатиновская культура, которая не является частью срубной культурно-исторической общности.